# Colomieu
Colomieu es una comuna francesa situada en el departamento de Ain, de la región de Auvernia-Ródano-Alpes.

## Geografía
Esta población se sitúa a 8 km al suroeste de Belley.

## Historia
La primera mención histórica de este pueblo se remonta al siglo XIII.

## Demografía
| 115 | 98 | 97 | 122 | 114 | 128 | 114 | 124 | 148 |
| Para los censos de 1962 a 1999 la población legal corresponde a la población sin duplicidades (Fuente: INSEE [Consultar]) |    |    |     |     |     |     |     |     |